# Dorota Jarząbek-Wasyl
Dorota Jarząbek-Wasyl – polska teatrolog, dr hab. nauk humanistycznych, profesor uczelni Katedry Teatru i Dramatu Wydziału Polonistyki Uniwersytetu Jagiellońskiego.

## Życiorys
W 1996 ukończyła studia z zakresu filologii polskiej na Uniwersytecie Jagiellońskim, 27 czerwca 2005 obroniła pracę doktorską Fenomen rozmowy w dramacie w ujęciu historycznym i teoretycznym, 16 listopada 2016 habilitowała się na podstawie pracy zatytułowanej Za kulisami. Narodziny przedstawienia w teatrze polskim XIX wieku. Została zatrudniona na stanowisku adiunkta w Katedrze Teatru na Wydziale Polonistyki Uniwersytetu Jagiellońskiego.
Jest profesorem uczelni Katedry Teatru i Dramatu Wydziału Polonistyki Uniwersytetu Jagiellońskiego.